# Girlandvintergröna
Girlandvintergröna (Vinca herbacea) är en art i familjen oleanderväxter från östra, centrala och sydöstra Europa till Mindre Asien och norra Iran. Arten odlas sällsynt som trädgårdsväxt i Sverige.
Arten är en flerårig, krypande och rotslående ört som bildar stora bestånd. Blommande stammar kan bli 10–20 cm höga. Bladen är motsatta, nästan skaftlösa, lansettlika, 1–5 cm långa och 0,2–3 cm breda, enla, helbräddade och glänsande gröna. Blommorna kommer ensamma i bladvecken, de är blåvioletta eller sällsynt vita, 2,5-3,5 cm i diameter med ett femflikigt bräm. Arten blommar på sensommaren.

## Synonymer
- Vinca bottae Jaub. & Spach
- Vinca herbacea subsp. mixta Velen.
- Vinca libanotica Zuccarini.
- Vinca minor Sm. nom. illeg.
- Vinca mixta Velen.
- Vinca pumila E.D.Clarke
- Vinca semidesertorum Ponert
- Vinca sessilifolia de Candolle